# Abdul Sattar Edhi
Abdul Sattar Edhi (1 de gener de 1928 – 8 de juliol de 2016), (Memoni, en urdu, : عبدالستار ایدھی) va ser un prominent filantrop, activista social, asceta i humanitari pakistanès. Va ser el fundador i director de la Fundació Edhi al Pakistan.
Juntament amb la seva dona, Bilquis Edhi, va rebre el 1986 el Premi Ramon Magsaysay de Servei Públic. És també el receptor del Premi Lenin de la Pau i el Premi Balzan. En 2006, l'institut d'Administració d'empreses de Pakistan li va conferir un doctorat honoris causa. Al setembre 2010, Edhi també va obtenir un doctorat honorari de la Universitat de Bedfordshire. El 1989 Edhi va rebre el Premi Nishan-i-Imtiaz del Govern de Pakistan. L'1 de gener de 2014, Edhi va ser triat Persona de l'any 2013 pels lectors The Express Tribune.
Abdul Sattar Edhi va dirigir la Fundació Edhi al Pakistan durant sis dècades. La fundació posseeix i opera un servei d'ambulàncies, asils, orfenats, clíniques, refugis per a dones, cuines i centres de rehabilitació per a addictes i malalts a través del país.
Se li considerava un home humil. No tenia un salari de la seva organització i vivia en un apartament de dos dormitoris sobre la seva clínica a Karachi. Va ser proposat per a un premi Nóbel de la Pau pel Primer ministre de Pakistan amb més de 30.000 signatures encapçalades per Ziauddin Yousafzai, el pare de Malala Yousafzai. El 25 de juny de 2013 Edhi va sofrir una fallada renal i va passar a diàlisi. The Guardian el va anomenar 'un treballador de caritat llegendari conegut pel seu ascetisme'. Se li ha anomenat també el més gran humanitari viu al món en un article del 2013 a The Huffington Post.
Edhi va morir a l'edat de 88 anys a Karachi el 8 de juliol de 2016.